# Хвиля Олександр Леопольдович
Олекса́ндр Леопо́льдович Хви́ля (* 2 (15) липня 1905, Олександро-Шультине — † 17 жовтня 1976, справжнє прізвище — Брессе́м) — український і радянський актор театру і кіно. Заслужений артист РРФСР (1945). Народний артист РРФСР (1963). Член КПРС з 1955 року.

## Життєпис
Родом із села Олександро-Шультине на Донеччині. За етнічним походженням швед
Сценічну діяльність розпочав у самодіяльній студії, згодом у Музично-Драматичному Театрі ім. М. Заньковецької (1924–1926), у «Березолі» (1926–1934) і Харківському Драматичному Театрі ім. Т. Шевченка (до 1941).
Головні ролі: Гусак («Диктатура» Івана Микитенка), Балтієць («Загибель ескадри» Олександра Корнійчука), Кудряш («Гроза» Олександра Островського) та ін.
У 1932 році Хвиля дебютував у фільмі «Іван» (О. Довженка) у ролі Оратора. З 1941 року працював на різних кіностудіях країни. З 1946 року — актор Театру-студії кіноактора в Москві.
Знімався у провідних кінорежисерів, багато грав у фільмах-казках. Зіграв у декількох випусках (1964—1967) сатиричного кіножурналу «Фитиль».
Працював на озвучуванні мультфільмів («Дочка сонця» і «Казка про старий кедр» — 1963 року) і дубляжі кінокартин.
Протягом багатьох років був найголовнішим Дідом Морозом країни, виступаючи в цій ролі на ялинці в Кремлі.
Помер 17 жовтня 1976 року. Похований у Москві на Кунцевському кладовищі.

## Фільмографія
- «Іван» (1932, військовий оратор; реж. О. Довженко, Українфільм)
- «Кармелюк» (1938, Устим Кармелюк; реж. Г. Тасін)
- «Щорс» (1939, Савка Троян; реж. О. Довженко, Київська кінофабрика)
- «Богдан Хмельницький» (1941, Кобзар; Київська кіностудія)
- «Перша кінна» (1941, Семен Будьонний)
- «Мати» (1941, к/м)
- «Бойова кіносборка № 8» (1941, комендант обер-лейтенант Фішер)
- «Як посварився Іван Іванович з Іваном Никифоровичем» (1941, епізод)
- «Олександр Пархоменко» (1942, Олександр Пархоменко; реж. Л. Луков)
- «Дорога до зірок» (1942, Єлісєєв, полковник)
- «Чудова скрипка» (1942, к/м, Василь Іванович Шумхін)
- «Оборона Царицина» (1942, Семен Будьонний)
- «Непереможні» (1942, Дмитро Пронін, батальйонний комісар)
- «Рідні береги» (1943)
- «П'ятнадцятирічний капітан» (1945, капітан Гуль)
- «Клятва» (1946, працівник Кремля; Тбіліська кіностудія)
- «Весна» (1947 актор, який грає генерала (немає в титрах)
- «Три зустрічі» (1948, Ходоров)
- «Червона краватка» (1948, Вишняков, директор заводу)
- «Молода гвардія» (1948, підпільник Матвій Костіевіч Шульга (роль вирізана після зауваження Сталіна)
- «Кубанські козаки» (1949, районний керівник Денис Степанович Корінь)
- «Костянтин Заслонов» (1949, секретар Обкому; Білорусьфільм)
- «Тарас Шевченко» (1951, пан Барабаш; Київська кіностудія)
- «Травнева ніч, або Утоплена» (1952, Голова; реж. О. Роу)
- «Тривожна молодість» (1954, петлюрівський сотник)
- «Про це не можна забувати» (1954, Коршун)
- «На підмостках сцени» (1956, актор-жрець)
- «Вольниця» (1956)
- «Кінець Чирви-Козиря» (1957, Андрій Чирва, кулак; Київська кіностудія)
- «Ластівка» (1957, священник; Київська кіностудія)
- «Штепсель одружує Тарапуньку» (1957, Запорожченко; Київська кіностудія)
- «Борець і клоун» (1957, тренер Буше)
- «Гроза над полями» (1958, Данило Тягно; Київська кіностудія)
- «Над Тисою» (1958, Громада, генерал прикордонних)
- «Проста річ» (1958, Семенухін)
- «Лавина з гір» (1958, Бата)
- «Літа молодії» (1959, Дніпров-Задунайський; Київська кіностудія)
- «Марія-майстриня» (1959, мудрець-мовчальник; реж. О. Роу)
- «Хлопчики» (1959, Тарас Бульба; Київська кіностудія)
- «Фуркат» (1959, поліцмейстер Арзамаський)
- «Одного разу вночі» (1959, Гуляєнко)
- «Воскресіння» (1960, Петро Баклашов, купець 2-ї гільдії, присяжний (немає в титрах)
- «Шарлатові вітрила» (1961, Меннерс-старший; реж. О. Птушко)
- «Вечори на хуторі біля Диканьки» (1961, козак Чуб; реж. О. Роу)
- «Битва в дорозі» (1961, Рославлєв; реж. В. Басов)
- «Зелена гілка травня» (1961)
- «Дуель» (1961, Олександр Давідич Самойленко)
- «Королева бензоколонки» (1962, піп, пасажир автобуса; Київська кіностудія)
- «Як народжуються тости» (1962, Дмитро Петрович, директор тресту)
- «Мандат» (1963, епізод)
- «Секретар обкому» (1963, директор хімкомбінату Микола Павлович Суходолов)
- «Королівство кривих дзеркал» (1963, королівський обер-кухар; реж. О. Роу)
- «Морозко» (1964, Морозко; реж. О. Роу)
- «Совість» (1965, Цвєтаєв)
- «Рік як життя» (1966, Антуан)
- «Казки російського лісу» (1966, Дід Мороз)
- «Найвища…» (1967, фільм-спектакль)
- «Діамантова рука» (1968, метрдотель Борис Савелійович, спільник контрабандистів; реж. Л. Гайдай)
- «Брати Карамазови» (1968, батько Ферапонт)
- «Вогонь, вода та... мідні труби» (1968, Лисий, перевертень; реж. О. Роу)
- «Варвара-краса, довга коса» (1969, герцог де ля Бик, пірат; реж. О. Роу)
- «12 стільців» (1971, господар крамниці; реж. Л. Гайдай)
- «Зимородок» (1972, Стройло; Білорусьфільм)
- «Золоті роги» (1972, Вітер Вітрович; реж. О. Роу)
- «Інженер Прончатов» (1972, Павло Іванович Ошурков, директор ліспромгоспу)
- «Людина в штатському» (1973, керуючий банком)
- «Хліб пахне порохом» (1973, Микола Яхонтов)
- «До останньої хвилини» (1973, отець Гавриїл (Костельник); Одеська кіностудія)
- «Стара фортеця» (1973, т/с, Василь Гаврилович Науменко; Київська кіностудія)
- «Особисте життя» (1974, ветеран заводу)
- «Сім'я Іванових» (1975, Сергій Петрович Чистохвалов, генерал, фронтовик)
- «Гарантую життя» (1977, дід Михайло — остання роль) та ін.

## Галерея

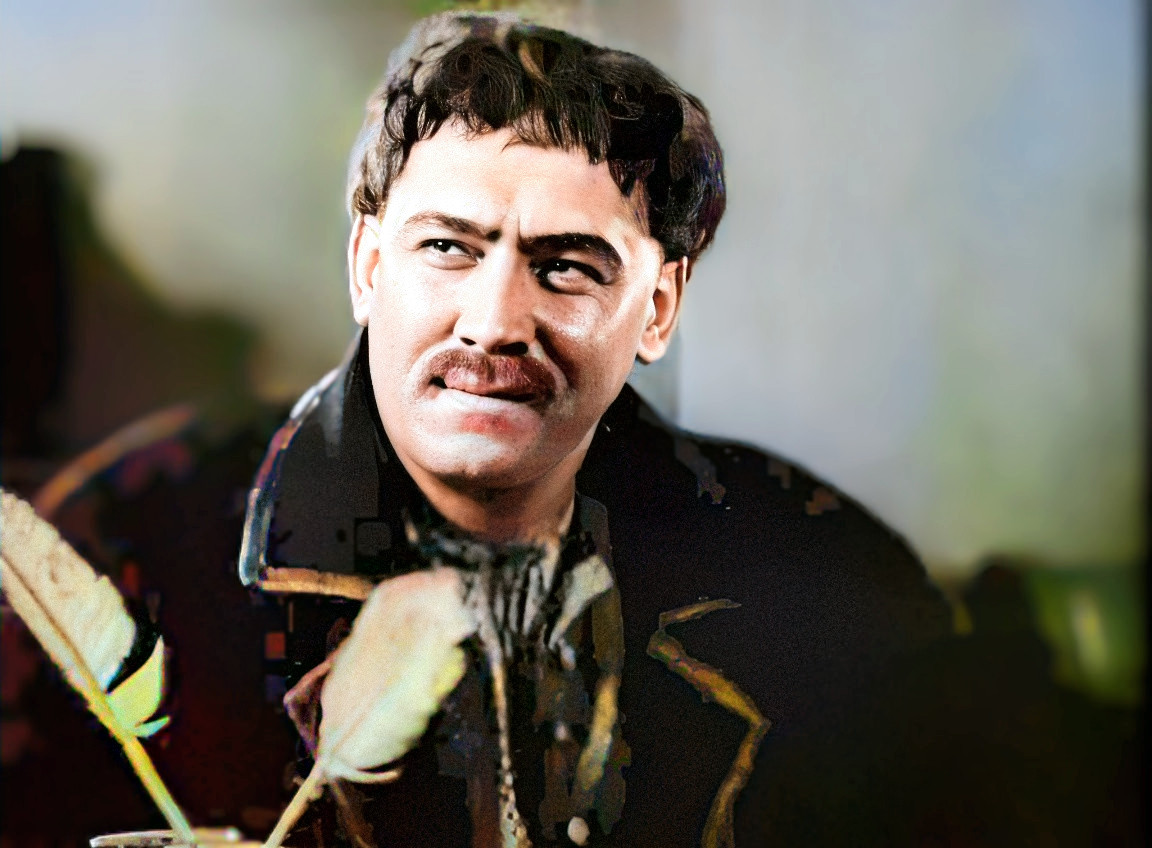
О. Хвиля в ролі Устима Кармелюка у фільмі "Кармелюк" 1938 р.
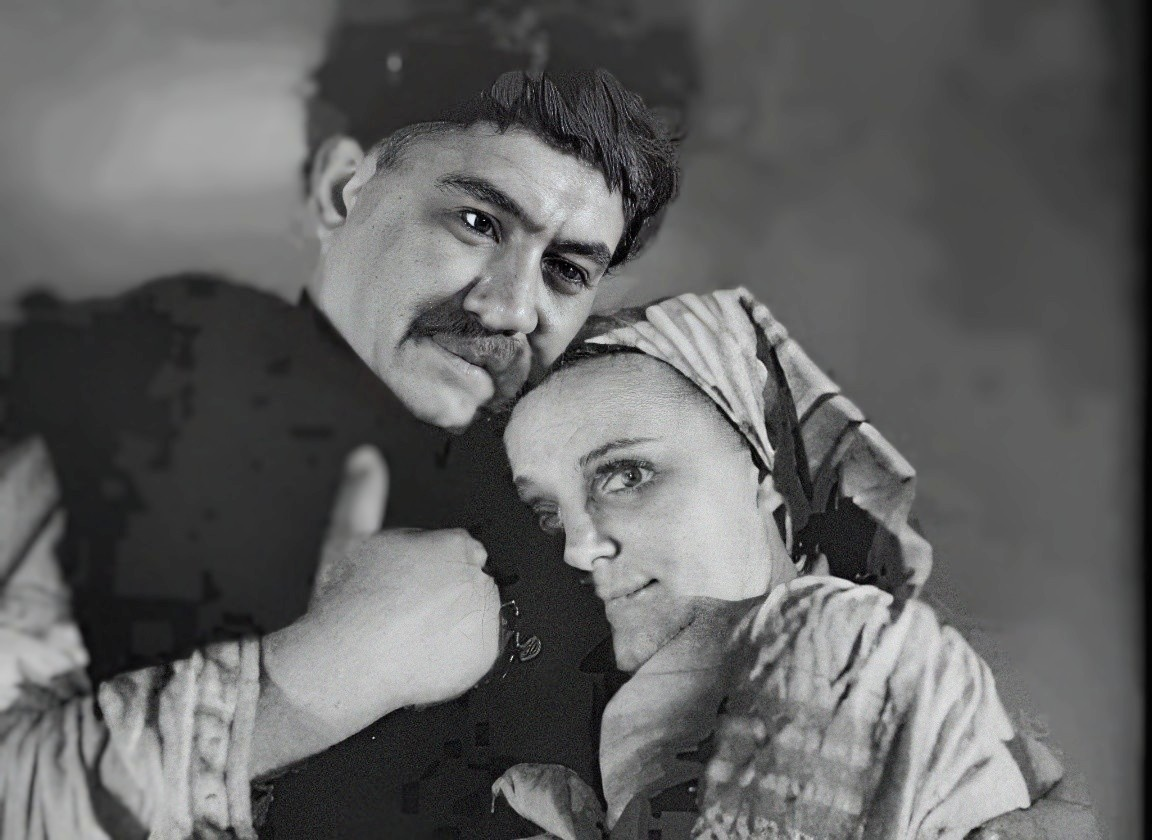
О. Хвиля і Н. Ужвій у фільмі "Кармелюк"

## Виноски
1. ↑  «Робоча Газета», № 273, 21.02.2009. Архів оригіналу за 14.07.2012. Процитовано 14.07.2012.